# Léon Servais
Léon Lambert Servais (Luik, 7 november 1907 - 7 juli 1975) was een Belgisch politicus voor de PSC. Hij was onder meer minister en senator.

## Levensloop
Servais was van 1921 tot 1932 magazijnbediende, hulpboekhouder en verkoper. Hij kwam tot ontplooiing door zijn activiteiten binnen de KAJ waar hij van 1924 tot 1935 actief in meewerkte.
In 1932 werd hij secretaris bij het ACV in Luik en hij klom op in de hiërarchie van de vakbond, van de christelijke ziekenbond en van de coöperatieve organisatie. Van 1946 tot 1950 was hij voorzitter van de Waalse vleugel van het overkoepelende Algemeen Christelijk Werkersverbond. 
Toen begon zijn partijpolitieke activiteit. Van 1952 tot 1954 was hij gemeenteraadslid van Angleur. Hij werd voorzitter van de PSC voor het arrondissement Luik. Hij was lid van het algemeen bestuur van de CVP-PSC en van juli 1968 tot mei 1969 was hij voorzitter van de Waalse afdeling van de unitaire christendemocratische partij. In 1969 werden CVP en PSC twee afzonderlijke partijen en op het eerste zelfstandige congres van de PSC in mei 1969 werd Servais tot eerste voorzitter van de partij gekozen. Hij bleef dit tot in januari 1972.
Hij werd voor de PSC lid van de Senaat: van 1950 tot 1971 als gecoöpteerd senator en vervolgens nog als rechtstreeks verkozen senator voor het arrondissement Luik van 1971 tot 1974. Zo zetelde hij ook in de Cultuurraad voor de Franse Cultuurgemeenschap.
Ook was hij lange tijd minister: van 1958 tot 1961 was hij minister van Sociale Voorzorg, van 1961 tot 1968 minister van Arbeid en Tewerkstelling en van 1972 tot 1973 minister van Volksgezondheid en Gezin.
In 1974 werd hij benoemd tot Minister van Staat.